# Holasteron hirsti
Holasteron hirsti là một loài nhện trong họ Zodariidae.
Loài này thuộc chi Holasteron. Holasteron hirsti được Barbara C. Baehr miêu tả năm 2004.